# Mack & Schühle
Die Mack & Schühle AG ist ein deutscher Wein- und Spirituosendistributeur mit Konzernsitz im baden-württembergischen Owen und gehört zu den größten Weinimporteuren und -distributeuren im mitteleuropäischen Raum.

## Geschichte
Das Unternehmen wurde 1939 als regionales Weinhandelshaus Mack & Schühle GmbH gegründet und 2001 in eine Aktiengesellschaft umgewandelt. Der Unternehmenssitz wurde im Jahr 2011 um einen mit Architekturpreis ausgezeichneten Neubau erweitert. Das Familienunternehmen hat sich auf den Import und die Distribution von Wein und Spirituosen spezialisiert und führt das Geschäft bereits in der dritten Generation. Alle Aktienanteile befinden sich im Besitz der Familie Mack.
Das Unternehmen wurde im April 2010 als erstes Unternehmen der Weinbranche mit dem Standard IFS Broker zertifiziert.

## Unternehmensbereiche
Die Gesellschaft ist in drei Unternehmensbereiche gegliedert:
- Off-Trade – Kunden vorwiegend aus dem Lebensmitteleinzelhandel sowie Cash & Carry und Discount;
- On-Trade – Kunden überwiegend aus Fachhandel, Fachgroßhandel sowie der Gastronomie;
- Exclusive & Private Label – in dem kundenspezifische Produkte erstellt werden.